# Mortal Kombat Gold
Mortal Kombat Gold (MKG) es un juego de lucha de la serie Mortal Kombat. Es una versión actualizada de Mortal Kombat 4 y es idéntico en muchos aspectos. Es el primer Mortal Kombat en aparecer en una plataforma de sexta generación. Fue lanzado exclusivamente para Sega Dreamcast. Todos los personajes son los mismos de Mortal Kombat IV, con algunos personajes adicionales que regresan de Mortal Kombat II y Mortal Kombat III.

## Elementos del juego
- Combos: El sistema incluía una barra que presentaba el número de golpes dados, con ello se incluyeron el sistema de combos infinitos.
- Poderes: Se aplicó un mayor número de arsenal y movimientos más llamativos, a la vez se incluían en la barra de combos como golpes y se mandaban en direcciones múltiples.
- Saludo: Los luchadores hacen un saludo ceremonial antes de empezar el combate.
- Armas: Era un implemento que cada luchador poseía, lo desenfundaba y jugabas con ella, pero no está adherido como otros elementos.
- Pantalla de Presentación: La secuencia de entrada era en tercera dimensión.
- Daño Máximo: Es el daño causado después de una combinación de golpes y de las armas.
- Finish: Muestra el modelo en tercera dimensión.
- Flawless Victory: El término se siguió aplicando.
- Modo Torneo:Poseía el mismo sistema del primer juego.
- Tablas del Destino: Columna donde se presentaban oponentes a los que te tienes que enfrentar para ganar, se dívidia en cuatro niveles de díficultad: Novato, Guerreros, Maestros y Campeones.
- Fatality: Movimiento final por él cual uno podía matar a su oponente, cada jugador poseía dos.
- Stage Fatality: Movimiento final por él cual uno podía hacer que el escenario mismo ainquilara al oponente. Cada Stage Fatality para cada personaje tiene una combinación distinta.
- Obstáculos: Son todas aquellos instrumentos que yacen en el suelo y que uno puede tomar para lanzar al oponente.
- Trajes: Cada personaje poseía un traje alternativo al suyo, con una combinación.
- Marco de Espejos: Poseía el mismo sistema del primer juego.
- Personajes oculto: Personaje solo accesibles dependiendo con que personajes acabes con el juego
- Sangre: Fluido que cada jugador brotaba por cada golpe certero y era de tres clases, roja para los humanos; violeta para los androides; verde para los humanoides.
- Toasty: Grito o frase célebre que aparecía en la pantalla cuando Scorpion ejecutaba Fatality de Cráneo Incendiario y cuando uno lanzaba un puño superior, era acompañado por el término 3D!.
- Frosty: Grito o frase célebre que aparecía en la pantalla cuando Sub-Zero ejecutaba alguno de sus movimientos de congelación.
- Crispy: Grito o frase célebre que aparecía en la pantalla cuando el oponente moría tras una calcinación.
- Kombat Kodes: Seis dígitos que aparecían en la pantalla de versus y tras una combinación de ellos obtenías batallas con personajes secretos, cambio de la modalidad del juego o frases, estos son los iconos de Mortal Kombat II. Los diez símbolos son: Logo del Dragón, Mortal Kombat, Mortal Kombat II, Mortal Kombat 3', Incógnita, Trueno, Raiden, Yin-Yan, Goro y Cráneo.
- Ultimate Kombat Kodes: Es la pantalla de bonus al finalizar el juego.
- Randper Kombat: Combate por el cual los personajes cambian al azar.
- Demostración Suprema: Es la demostración de todos los Fatalities de los personajes.
- Kombat Theater: Un menú especializado para poder ver las biografías de cada uno de los personajes.

## Historia
Hace miles de años, hubo una batalla contra el dios ancestral conocido como Shinnok. Este fue el responsable de la desaparición y extinción de una civilización completa.
Shinnok significa una amenaza para Earhtrealm, por ello Quan Chi intento liberarlo de su prisión en la oscuridad y desolación del Netherealm.
Ahora, después de la derrota de Shao Kahn a manos de los guerreros elegidos de la Tierra, Shinnok ha escapado a Earhtrealm.
Una guerra está a punto de empezar de nuevo. Y esta vez dependerá de los mortales.'
Estas son las palabras de Raiden, dios del trueno, quien observa de lejos El Mundo de los Cielos.

## Personajes
La plantilla consta de 23 peleadores seleccionables.
| Plantilla                               | Plantilla                                            | Plantilla                                            | Plantilla                                                | Plantilla                        |
| --------------------------------------- | ---------------------------------------------------- | ---------------------------------------------------- | -------------------------------------------------------- | -------------------------------- |
| - Baraka - Cyrax - Fujin - Goro - Jarek | - Jax Briggs - Johnny Cage - Kai - Kitana - Kung Lao | - Liu Kang - Meat - Mileena - Noob Saibot - Quan Chi | - Raiden - Reiko - Reptile - Scorpion - Sektor - Shinnok | - Sonya Blade - Sub-Zero - Tanya |

1. 1 2 3 4  Personajes ocultos.

## Escenarios
- El Templo Shaolin: Una habitación con brillos eternos, unos portones de madera que cubren las ventanas, símbolos de dragón de madera incrustados en las paredes, varias construcciones de rocas.
- La Escalera: Una zona de piedra, hay caracteres chinos en el piso, el piso de piedra, hay sombras oscuras en los rincones, nubes azules, un cielo de noche y acompañada de la luna llena.
- El Bosque Viviente: Bosque oscuro con mucho follaje, los árboles que rodean la zona son petrificados y poseen los rostros de los productores.
- El Pozo de Hielo: Unas paredes de piedra, maderos apilados a todo el contorno, una gran puerta de hierro, la nieve cubre el lugar, siempre permanece nevando. Cuando Sub-Zero ejecuta su Fatality de Cero Absoluto la nieve se paraliza y se concentra en él.
- La Prisión de Reptile: Un calabozo de piedra, portones de madera, ventanas con brillos verdosos, un gran ojo reptiliano en el centro, todo el escenario está rodeado por una mar de ácido.
- La Iglesia: Templo Circualr, de pidera y marmól, una amplia terraza. las columnas son ovaladas en los contornos, hay símbolos en todo el escenario, hay en el centro una ostentosa estatua dorada.
- Los dioses Ancestrales: Un templo con el logo de dragón incrustado en piedra en la pared, en el plano hay varias formas geométricas, hay lámparas de fuego en cada extremo, lo más destacable es una pantalla con un inmenso rostro azul con ojos blancos, aquel rostro pertenece a los dioses ancestrales.
- La Tumba Mortal: Torre con símbolos de cráneos estampados en las paredes, un cielo rojízo con nubes oscuras, unos pilares rojos, hay varias piedras en el piso, estas cubierto por piedra.
- La Guarida: Un calabozo de metal, varias ventanas de fierron en los aeroductos, incrustaciones en el piso, un gran ventilador siempre girando. Un Stage Fatality por el cual sujetando al oponente de los brazos lo haces girar simultáneamente hasta lanzarlo y ver como es partido en pedazos por el ventilador.
- El Muro: Una arena de lucha, hay varios cráneos situados en el suelo, cráneos de los productores en las paredes. un portón con fuego rodeándote.
- La Caverna de las Almas: Un espacio recóndito, oscuro, con púas por todas partes, grandes estructuras desconocidas en lo alto, unos cráneos gigantes rodeando, uno de ellos alumbra con un flujo de poder todo el escenario.
- La Prisión de Goro: Un calabozo, de fondo parece un pantano, pardes de piedra y miles de pasadizos oscuros y con huesos humanso esparcidos en el suelo, y un esqueleto colgado por unos grilletes en el centro del campo. Un Stage Fatality para mandar a tu enemigo hacia arriba, donde unas estacas acabaran atravesándolo.
- El Mundo del Cielo: Una arena de batalla, con una gran vista del cielo, incrustaciones de piedra, un gran monumento, al fondo hay una torre o castillo, es sombrío, allí es donde habitan los dioses ancestrales.
- El Netherealm: El mismo infierno, símbolos oscurantistas en la superficie, hay varias escalinatas en el contorno del escenario, un trono con incrustaciones espectrales, a cada lado figuras puntiagudas y royos con el logo del dragón.
- El Cuarto Pozo: Un escenario secreto. Un puente de piedra, estarás dentro de una torre, hay en cada extremo unos monumentos de piedra con fuego. Un Stage Fatality por el cual lanzas al oponente hacía el fondo del pozo y eres empalado por varias estacas.